# Рајнацаберн
Рајнацаберн (њем. Rheinzabern) општина је у њемачкој савезној држави Рајна-Палатинат. Једно је од 31 општинског средишта округа Гермерсхајм. Према процјени из 2010. у општини је живјело 4.902 становника. Посједује регионалну шифру (AGS) 7334024.

## Географски и демографски подаци
Рајнацаберн се налази у савезној држави Рајна-Палатинат у округу Гермерсхајм. Општина се налази на надморској висини од 113 метара. Површина општине износи 12,8 km². У самом мјесту је, према процјени из 2010. године, живјело 4.902 становника. Просјечна густина становништва износи 384 становника/km².